# Oroperipatus quitensis
Oroperipatus quitensis är en klomaskart som först beskrevs av Schmarda 1871.  Oroperipatus quitensis ingår i släktet Oroperipatus och familjen Peripatidae. Inga underarter finns listade i Catalogue of Life.